# Francisco Sifré
Francisco Sifré Pardo, que firmaba con su primer apellido, es un historietista e ilustrador español (Alcira, 1940), adscrito a la Escuela Valenciana de cómic, aunque también trabajó posteriormente para la Editorial Bruguera.

## Biografía
Francisco Sifre inició su carrera historietística a finales de los años 50 en las revistas de Editorial Valenciana. Para Jaimito creó las series El Dire Cocomascope, La familia Ki-Ki-Ri-Ki, Jipy, Nicanor, Pedrusco y Pepote. Para Pumby, donde su estilo alcanza la madurez hacia finales de los años sesenta, Boby, Peluca y finalmente El Pequeño Sheriff.
Sifré continuó trabajando para la citada editorial hasta su cierre a mediados de los 80, pero desde principios de los 70 había comenzado también a compatibilizarla con Bruguera, en un movimiento idéntico al de su compañero Rojas. Allí creó las series El marqués de la Foca (Din Dan, 1972) y Alí el Genio de la lámpara (Zipi y Zape).

## Estilo
El crítico Pedro Porcel ha señalado que su estilo, de una simplicidad sólo aparente, es el "más intencionadamente infantil" de la Escuela Valenciana, con figuras de cabeza grande y colores muy llamativos.